# Roberto Amadei
Roberto Amadei (* 13. Februar 1933 in Verdello, Provinz Bergamo, Italien; † 29. Dezember 2009 in Bergamo) war ein römisch-katholischer Kirchenhistoriker und Bischof von Bergamo.

## Leben
Mit elf Jahren trat Amadi in das Priesterseminar von Clusone ein, wechselte später in das Priesterseminar von Bergamo und studierte Theologie am Päpstlichen Römischen Priesterseminar in Rom. Nachdem er im März 1957 zum Priester geweiht worden war, absolvierte er von 1957 bis 1960 ein Promotionsstudium in Kirchengeschichte an der Päpstlichen Universität Gregoriana. Er war anschließend bis 1978 in der Seelsorge seiner Diözese Bergamo tätig. Er unterstützte das weltliche Institut „Caritas Christi“ und war Mitglied des Diözesanrates von 1984 bis 1990. Papst Johannes Paul II. ernannte ihn 1984 zum Ehrenprälaten Seiner Heiligkeit.
Von 1960 bis 1990 war Roberto Amadei Professor für Kirchengeschichte am Priesterseminar Bergamo, dessen Dekan der Theologiefakultät er von 1968 bis 1981 und Rektor von 1981 bis 1990 war.
Am 21. April 1990 wurde Amadei durch Papst Johannes Paul II. zum Bischof von Savona-Noli ernannt; am 2. Juni 1990 empfing Roberto Amadei durch den Diözesanbischof von Bergamo, Giulio Oggioni, die Bischofsweihe; Mitkonsekratoren waren Erzbischof Clemente Gaddi und Weihbischof Angelo Paravisi. Seinen Wahlspruch Plus amari quam timeri („Mehr geliebt als gefürchtet werden“) wählte er aus der Regula Benedicti.
Nach dem Rücktritt von Bischof Oggioni wurde er am 21. November 1991 durch Papst Johannes Paul II. zum Bischof von Bergamo ernannt und hielt am 26. Januar 1992 seinen feierlichen Einzug.
Am 22. Januar 2009 nahm Papst Benedikt XVI. das Rücktrittsgesuch Amadeis an und ernannte den bisherigen Weihbischof von Brescia, Francesco Beschi, zu seinem Nachfolger.